# Crash Bash
Crash Bash, pubblicato come Crash Bandicoot Carnival (クラッシュ・バンディクー カーニバル?, Kurasshu Bandikū Kānibaru) in Giappone, è un videogioco in stile party game della serie di Crash Bandicoot, prodotto da Eurocom e distribuito nel 2000. È l'ultimo gioco della serie per la prima PlayStation e il primo a non essere sviluppato da Naughty Dog.

## Trama
I due fratelli stregoni Aku Aku e Uka Uka decidono di organizzare un torneo a due squadre per stabilire una volta per tutte il vincitore tra Bene e Male. Per dare un equilibrio alle due compagini, Aku Aku, che dispone solo di Crash e Coco, chiede in "prestito" due scagnozzi al fratello malvagio. Uka Uka accetta, e Tiny Tiger e Dingodile passano dalla parte dei "buoni". Alla fine, la squadra di Uka Uka schiera Neo Cortex, Nitrus Brio, Koala Kong e il misterioso Rilla Roo.

## Modalità di gioco

### Avventura
La modalità avventura può essere giocata come singolo giocatore o in coppia con un altro giocatore. All'inizio si può scegliere se stare dalla parte di Aku Aku o Uka Uka. Come tutti i giochi di Crash, ci sono varie "stanze di balzo" dove si devono superare vari livelli per poi affrontare un boss e passare alla stanza successiva. Proseguendo per l'avventura, sarà possibile sbloccare nuovi livelli da usare nella modalità Battaglia. Il completamento della modalità avventura si avrà con il 200% di gioco completato (201% se giocato in modalità 2 giocatori).
In ogni livello ci sono cinque modalità di gioco:
- Trofeo: bisogna riuscire a vincere per tre volte prima della squadra avversaria;
- Gemma: bisogna superare il livello con qualche svantaggio rispetto agli avversari oppure in tempi ristretti;
- Cristallo: bisogna superare il livello superando condizioni particolari. L'ambientazione cambia;
- Reliquia d'oro: bisogna vincere due volte consecutive contro i campioni dell'arena. Le sfide di questo premio saranno disponibili solo dopo aver portato a termine il 50% del gioco;
- Reliquia di platino: bisogna vincere tre volte consecutive contro i campioni dell'arena. Le sfide di questo premio saranno disponibili solo dopo aver portato a termine il 100% del gioco;

Spesso per sbloccare alcuni livelli bisognerà avere un certo numero di premi.

#### Boss
- Papu Papu: lo scontro è sullo stile Crate Crush;
- Terminorso: lo scontro è sullo stile Polar Push;
- Fratelli Komodo: lo scontro è sullo stile Tank Wars;
- Nitros Oxide: lo scontro è sullo stile Crash Dash e poi Ballistix.

### Battaglia
In questa modalità si può scegliere se partecipare da 1 a 4 giocatori, a squadre o tutti contro tutti. Si possono scegliere i minigiochi da giocare, la difficoltà e il numero di vittorie.

#### I minigiochi
Ogni minigioco comprende quattro differenti scenari.
- Crate Crush: i giocatori devono lanciarsi le casse presenti nell'arena contro gli avversari. I campioni di questo gioco sono Brio, Dingodile, Kong e Crash.
- Polar Push: a cavallo di orsi polari, i giocatori devono spingere gli avversari fuori dall'arena ghiacciata senza cadere. I campioni sono Cortex, Dingodile, Coco e Tiny.
- Pogo Pandemonium: giochi a punti che consistono nel colorare più caselle possibili sull'arena, per tramutarle poi in punti rompendo delle casse speciali. Ai personaggi verrà assegnato un colore specifico che servirà per riconoscere il percorso tracciato (Giocatore 1: Giallo, Giocatore 2: Rosso, Giocatore 3: Blu e Giocatore 4: Verde). Nel minigioco Pogo-A-Gogo al posto delle casse bisogna fare figure con il centro che ha almeno un quadrato non colorato e questi ultimi valgono come punti. I campioni sono Coco, Rilla Roo, Crash e Dingodile.
- Ballistix: una specie di flipper dove bisogna spingere delle palline nella porta dell'avversario.

Nella modalità cooperativa i giocatori 2 e 3 cambiano di postazione. I campioni sono Kong, Tiny, Cortex e Brio.
- Tank Wars: battaglie di carri armati. In Swamp Fox si comandano imbarcazioni a rotore. I campioni sono Tiny, Crash, Rilla Roo e Cortex.
- Crash Dash: corse su kart spaziali. In Splash Dash si comandano delle creature marine. I campioni sono Rilla Roo, Kong, Dingodile e Tiny.
- Medieval Mahyem: giochi a punti ambientati nel Medioevo. I campioni sono Crash, Cortex, Brio e Coco.

Le ambientazioni di tutti i minigiochi sono ispirate alle ambientazioni dei livelli dei primi tre capitoli per Playstation.

### Il torneo
In questa modalità si devono superare tutti e quattro gli scenari consecutivamente di uno stesso minigioco. Nel torneo è impossibile giocare in squadre, il vincitore sarà un solo giocatore.

## Personaggi
In Crash Bash sono presenti 8 personaggi giocabili, divisi rispettivamente in due squadre:

### Squadra del bene (Aku Aku)
- Crash Bandicoot
- Coco Bandicoot
- Tiny Tiger (dalla squadra di Uka Uka, ma prestato ad Aku Aku per avere la parità tra i giocatori)
- Dingodile (dalla squadra di Uka Uka, ma prestato ad Aku Aku per avere la parità tra i giocatori)

### Squadra del male (Uka Uka)
- Dr. Neo Cortex
- N. Brio
- Koala Kong
- Rilla Roo

Sebbene nelle versioni PAL e NTSC non esistano personaggi sbloccabili, nella versione giapponese è presente come personaggio sbloccabile Finto Crash, essendo quest'ultimo molto popolare nel paese nipponico. È sbloccabile premendo R1 + R2 + Sinistra + Giù nella schermata di selezione personaggi in battaglia e torneo (ma non in avventura).

### Statistiche dei personaggi
Nei minigiochi di tipo Polar Push, Crate Crush e Tank Wars, i personaggi sono divisi in quattro gruppi di due personaggi che condividono le stesse statistiche e si differenziano, rendendo certi minigiochi più facili o difficili per loro.
- Crash e Coco: Nei minigiochi di tipo Polar Push, Crash e Coco si muovono abbastanza velocemente e la loro spinta è nella media. Visto che rimuove solo metà della loro energia, possono usarla due volte di fila, mentre nei minigiochi di tipo Crate Crush, sono i personaggi più veloci e hanno il migliore attacco di base del cast, ovvero l'attacco rotante, che sposta le casse molto lontano e li rende ottimi per creare delle trappole, e a differenza di quello degli altri personaggi, permette a Crash e Coco di muoversi mentre lo usano, ma hanno la peggiore forza di lancio. Nei minigiochi di tipo Tank Wars, sparano una palla di fuoco arancione con potenza e velocità media. Sono quindi tra i migliori da usare nei primi due tipi di minigiochi, ma nei minigiochi di Tank Wars possono avere difficoltà.

- Cortex e N. Brio: Nei minigiochi di tipo Polar Push, si muovono velocemente e hanno la spinta più potente, lanciandosi in avanti coi loro jetpack, rendendoli buoni da usare in questo tipo di minigioco assieme a Crash e Coco, ma visto che questo rimuove tutta la loro energia, dovranno ricaricarsi prima di usare di nuovo la spinta, e la potenza di essa può rischiare di farli cadere dal bordo. Nei minigiochi di tipo Crate Crush, emettono uno sparo dalla loro pistola laser che non sposta le casse molto lontano e non sono molto veloci, ma prendono le casse velocemente con la pistola e le lanciano lontano. Nei minigiochi di tipo Tank Wars, sono ottimi da usare perché il loro attacco, un raggio di energia verde, ha potenza media ed è veloce, rendendoli ottimi per gli attacchi a distanza e una strategia difensiva. Cortex e N. Brio sono buoni per i principianti.

- Tiny e Koala Kong: Nei minigiochi di tipo Polar Push, sono i più lenti a causa del loro peso elevato, ma la loro spinta è molto potente. Tuttavia, lascia loro con un terzo della loro energia e la forza della spinta può rischiare di farli cadere. Nei minigiochi di tipo Crate Crush, hanno la maggiore forza fisica, lanciando le casse più lontano di tutti, ma hanno il peggiore attacco di base, un calcio, che sposta le casse a una scarsa distanza e sono i più lenti nei movimenti. Nei minigiochi di tipo Tank Wars, sparano palle chiodate potenti e capaci di dimezzare l'energia dell'avversario, ma lente, rendendoli buoni nel combattimento ravvicinato ma hanno problemi nel combattimento a distanza.

- Dingodile e Rilla Roo: Nei minigiochi di tipo Polar Push, sono lenti a causa del loro peso e la loro spinta è mediocre, ma come per Crash e Coco, possono usarla due volte consecutive, dato che rimuove solo metà della loro energia. Nei minigiochi di tipo Crate Crush, sono abbastanza veloci e attaccano ruotando per colpire con la coda, con un attacco più adatto per i calci, spostando le casse a una buona distanza, ma il loro lancio è più forte solo di Crash e Coco. Nei minigiochi di tipo Tank Wars, sparano due piccole fiamme abbastanza veloci e possono essere sparate più volte, ma non sono molto potenti, rendendoli buoni nel combattimento a distanza e a prendere di mira gli avversari. È consigliabile usarli se si è esperti.

### Altri personaggi
In alcuni livelli appaiono anche noti personaggi della serie non utilizzabili:
- Polar: appare negli scenari di Polar Push ed è cavalcato dai personaggi.
- N. Gin: appare nel terzo scenario di Ballistix (N. Ballism) e crea confusione lanciando altre palle;
- Ripper Roo: appare nel terzo scenario di Pogo Pandemonium (El Pogo Loco) e piazza TNT e NITRO nel campo (le Nitro solo nella sfida del cristallo);
- Penta Pinguino: appare nel terzo scenario di Crate Crush (Snow Bash) e, se svegliato, attacca i giocatori.